# Truida Heil-Bonnet

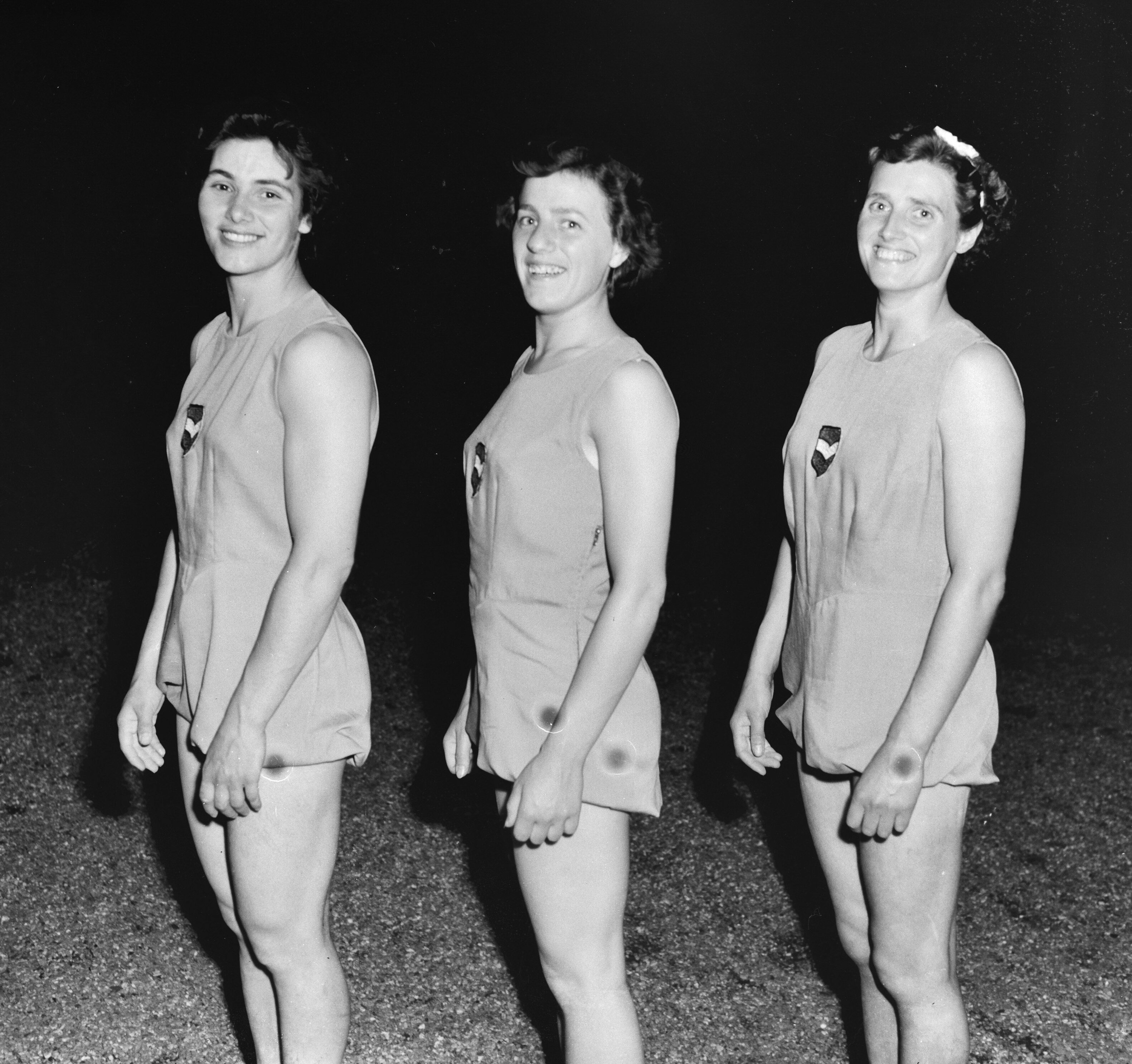
Gymnasten van het Nederlands damesteam uit 1952, van links naar rechts Huiberdina Krul, Tootje Selbach en Truida Heil-Bonnet.

Geertruida Johanna "Truida" Heil-Bonnet (Amsterdam, 11 juli 1920 - Varsseveld, 4 juli 2014) was een Nederlandse turnster die deelnam aan de Olympische Zomerspelen van 1948 in Londen en aan die van 1952 in Helsinki.
Op de spelen van 1948 behaalde ze als lid van het Nederlandse turnteam dames een vijfde plaats in de teamcompetitie. Ze kwam toen nog uit voor DOC Amsterdam (Dol Olympia Combinatie). Na de Spelen verhuisden zij en haar echtgenoot, eerst naar Eibergen, vervolgens naar Varsseveld. Ook in 1952 reisde ze af naar Helsinki, dit maal als reservelid bovenop het achtledig team. Een knieblessure van Jopie Cox-Ladru maakte een eventuele deelname mogelijk, maar Cox-Ladru nam haar plaats in het team toch in bij de wedstrijd zodat Truida Heil-Bonnet in 1952 op de bank bleef. Ze trad wel op als vlaggendraagster voor het team. Van eind jaren veertig tot 1972 was Heil-Bonnet samen met haar echtgenoot Cor Heil bestuurslid van de Varsseveldse Gymnastiek Vereniging. Zij was tevens actief bij het opleiden van wedstrijdturnsters en turners.